# 微生物

10,000倍に拡大した大腸菌（Escherichia coli）群体の低温電子顕微鏡像。個々の細菌は長円型をしている。

微生物（びせいぶつ、英: microorganism, or microbe）とは、単細胞または細胞集団として存在する、または比較的複雑な多細胞からなる、微視的な生物である。
微生物には、生命の3つのドメイン（領域）すべてに属するほとんどの単細胞生物が含まれるため、極めて多種多様である。3つのドメインのうち2つ、古細菌と細菌には微生物しか含まれていない。第3のドメインである真核生物には、すべての多細胞生物と、微生物である多くの単細胞原生生物や原生動物が含まれている。原生生物には、動物に関係するものや、緑色植物に関係するものもある。また、微小な多細胞生物、すなわち微小動物相、一部の真菌類、一部の藻類も存在する。
微生物という言葉の意味は、その多様性に対する理解が深まるにつれ変化を重ねている。米国微生物学会は、「微生物は、人間の目に見えないほど小さい、顕微鏡サイズの生物または感染性粒子」とし、生物としての真核生物（植物や動物、一部の菌類）や原核生物（細菌や古細菌）だけでなく、非細胞生物であるウイルスも含めている。英国微生物学会は、さらに遺伝物質を持たないタンパク質であるプリオンを微生物に加えている。
微生物の生息環境は実に多様で、南北極から赤道、砂漠、間欠泉、岩石、深海まで、あらゆる場所に生息している。非常な暑さや寒さに適応するものもあれば、高圧に適応するもの、そしてディノコッカス・ラディオデュランスのように放射線環境に適応する少数もある。微生物はまた、すべての多細胞生物の内部および表面に見られる微生物叢（そう）を構成している。34億5,000万年前のオーストラリアの岩石に、かつて微生物が存在していた証拠があり、これは地球上に生命が存在したことを示す最古の直接的証拠である。
微生物は、食品を発酵させたり、汚水を処理したり、燃料や酵素やその他の生理活性物質を生産したりと、さまざまな形で人間の文化や健康に重要な役割を果たしている。微生物はモデル生物として生物学に不可欠な道具であり、生物戦争やバイオテロリズムにも使われてきた。微生物は肥沃な土壌に不可欠な構成要素でもある。人体では不可欠な腸内細菌叢を含め、微生物がヒト微生物叢を構成している。多くの感染症の原因となる病原体は微生物であり、衛生手段の対象でもある。

## 語源
微生物（microorganism）という言葉は、19世紀、顕微鏡の助けを借りなくては見えない生命を指すために作られた。micro-（: μικρός, mikros, 小さい から）と organism （ギリシア語: ὀργανισμός, organismós, 有機体 から）の合成語である。通常は1つの単語として表記されるが、特に古い文章ではハイフン区切り micro-organism で表記されることもある。略式の同義語である microbe は  （mikrós, 小さい）と βίος （bíos, 生命）に由来する。

## 発見
目に見えない微生物が存在する可能性は、紀元前6世紀のインドのジャイナ教の経典など、古くから信じられてきた。微生物の科学的研究は、1670年代のアントニ・ファン・レーウェンフックによる顕微鏡での観察から始まった。1850年代に、ルイ・パスツールは、微生物が食品を腐敗させることを発見し、自然発生説を否定した。1880年代に、ロベルト・コッホは、微生物が結核、コレラ、ジフテリア、炭疽症のような病気の原因であることを発見した。

### 古代の先駆者

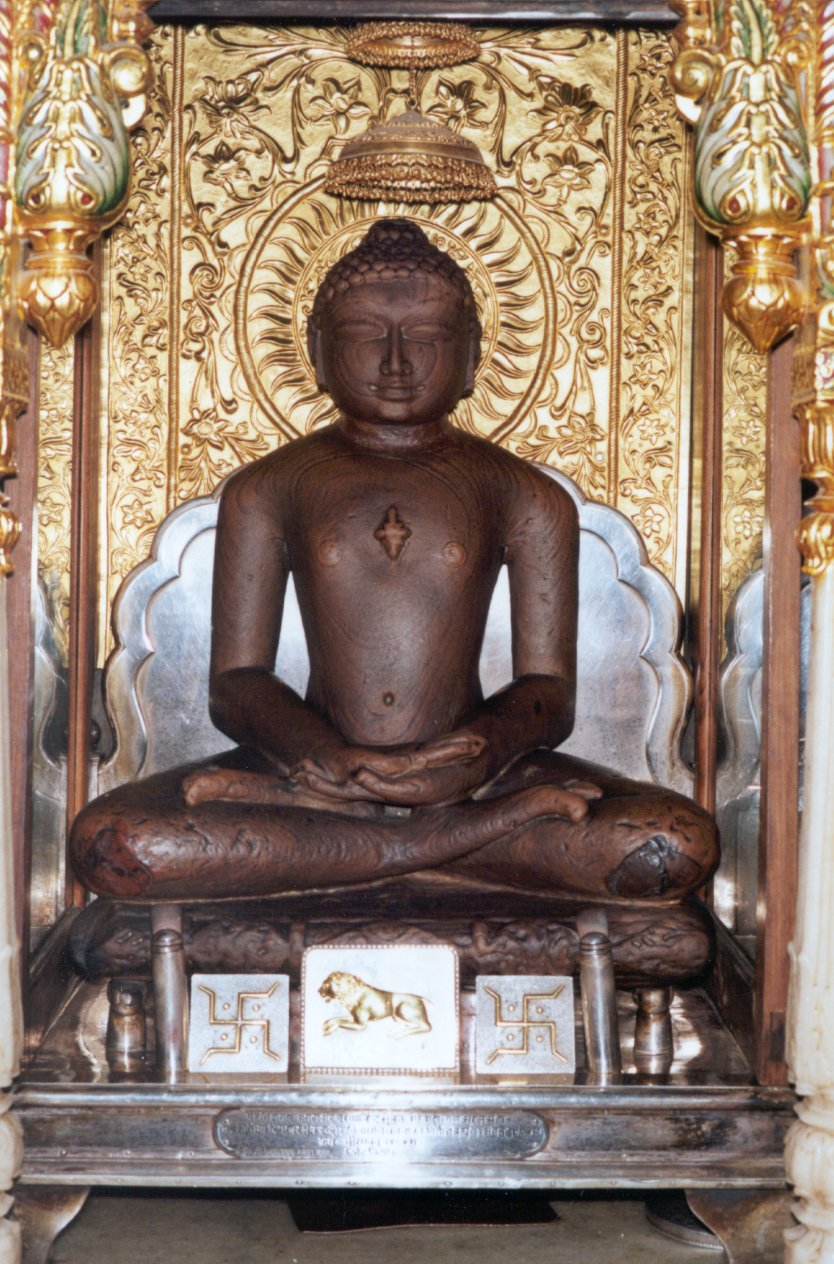
紀元前6世紀に、マハーヴィーラは、微小生物の存在を予言した。

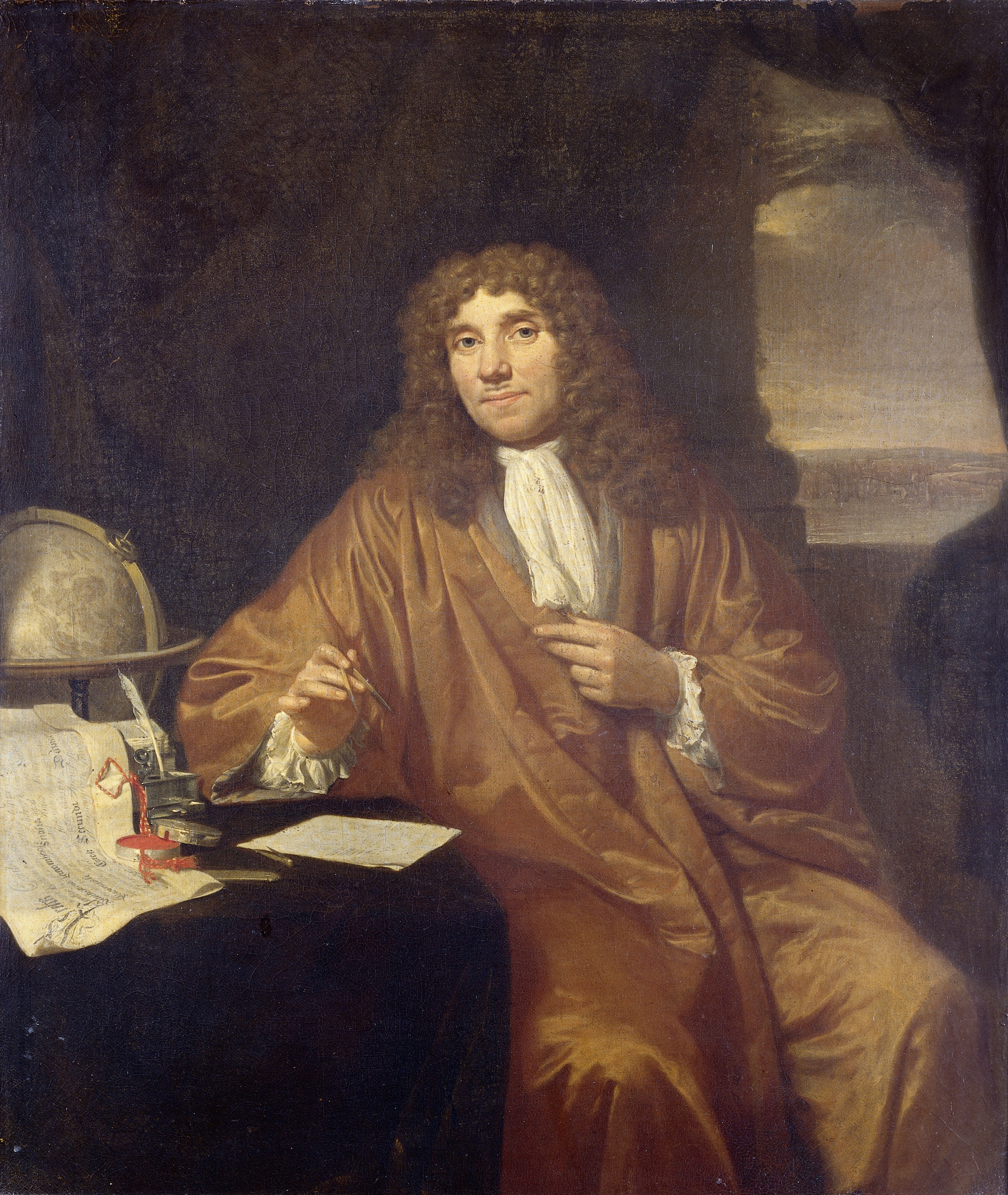
アントニ・ファン・レーウェンフックは、初めて顕微鏡で微生物を研究した科学者である。

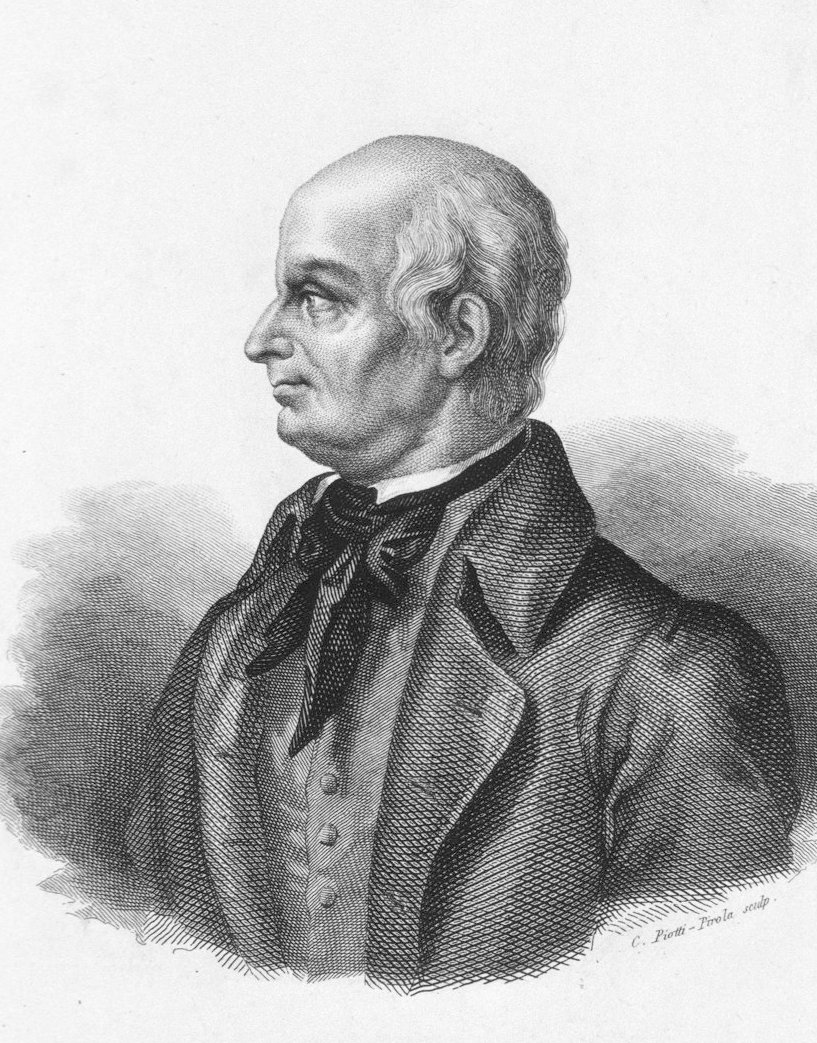
ラザロ・スパランツァーニは、煮汁を沸騰させると腐敗しなくなることを示した。

微細な生物が存在する可能性は、17世紀に発見されるまで何世紀にもわたって議論されてきた。紀元前6世紀に、現在のインドのジャイナ教徒は、ニゴダと呼ばれる小さな生物の存在を予言していた。このニゴダは群れをなして生まれ、植物、動物そして人間の体などあらゆる場所に生息し、ほんの一瞬しか生きられないと言われていた。ジャイナ教の第24代伝道者マハーヴィーラによると、人間は食べ、呼吸し、座り、動くとき、これらのニゴダを大規模に破壊するという。現代のジャイナ教徒の多くは、マハーヴィーラの教えは現代科学が発見した微生物の存在を予見したものだと主張している。

まだ見ぬ生物によって病気が蔓延する可能性を示唆した最も古い考え方は、紀元前1世紀に古代ローマの学者マルクス・テレンティウス・ウァッロが著した『農業論（On Agriculture）』であり、彼は、目に見えない生物を微小動物（animalcules）と呼び、沼地の近くに農場を置くことを戒めた。
… そして、目には見えないが、空気中に浮遊し、口や鼻から体内に侵入して重篤な病気を引き起こす、ある種の微細な生物が繁殖しているからである。
アヴィセンナは『医学典範（The Canon of Medicine）』（1020年）の中で、結核やその他の病気が伝染する可能性を示唆した。

### 近世
アクシャムサディン（トルコの科学者）は、アントニ・ファン・レーウェンフックが実験によって発見する2世紀ほど前に、著書『Maddat ul-Hayat（生命の素材）』の中で微生物について言及している。
人間に病気が一つずつ現れるという考え方は間違っている。病気は人から人へ感染することで広がる。この感染は、目に見えないほど小さいが生きている種子を介して起こる。
1546年、ジローラモ・フラカストロは、流行性疾患（伝染病）は、直接あるいは間接的な接触によって、あるいは接触がなくても長距離にわたって感染を媒介する、伝染性の種子のような存在によって引き起こされると提唱した。
アントニ・ファン・レーウェンフックは微生物学の父の一人とされている。彼は1673年に、自ら設計した簡単な単眼顕微鏡を使用して微生物を発見し、科学的な実験を行った最初の人物である。レーウェンフックと同時代のロバート・フックも、また、カビの子実体（しじつたい）という形で微生物の生命を顕微鏡観察した。彼は、1665年に出版した著書『顕微鏡図譜（Micrographia）』で、自身の研究を図面化し、細胞（cell）という言葉を作り出した。

### 19世紀

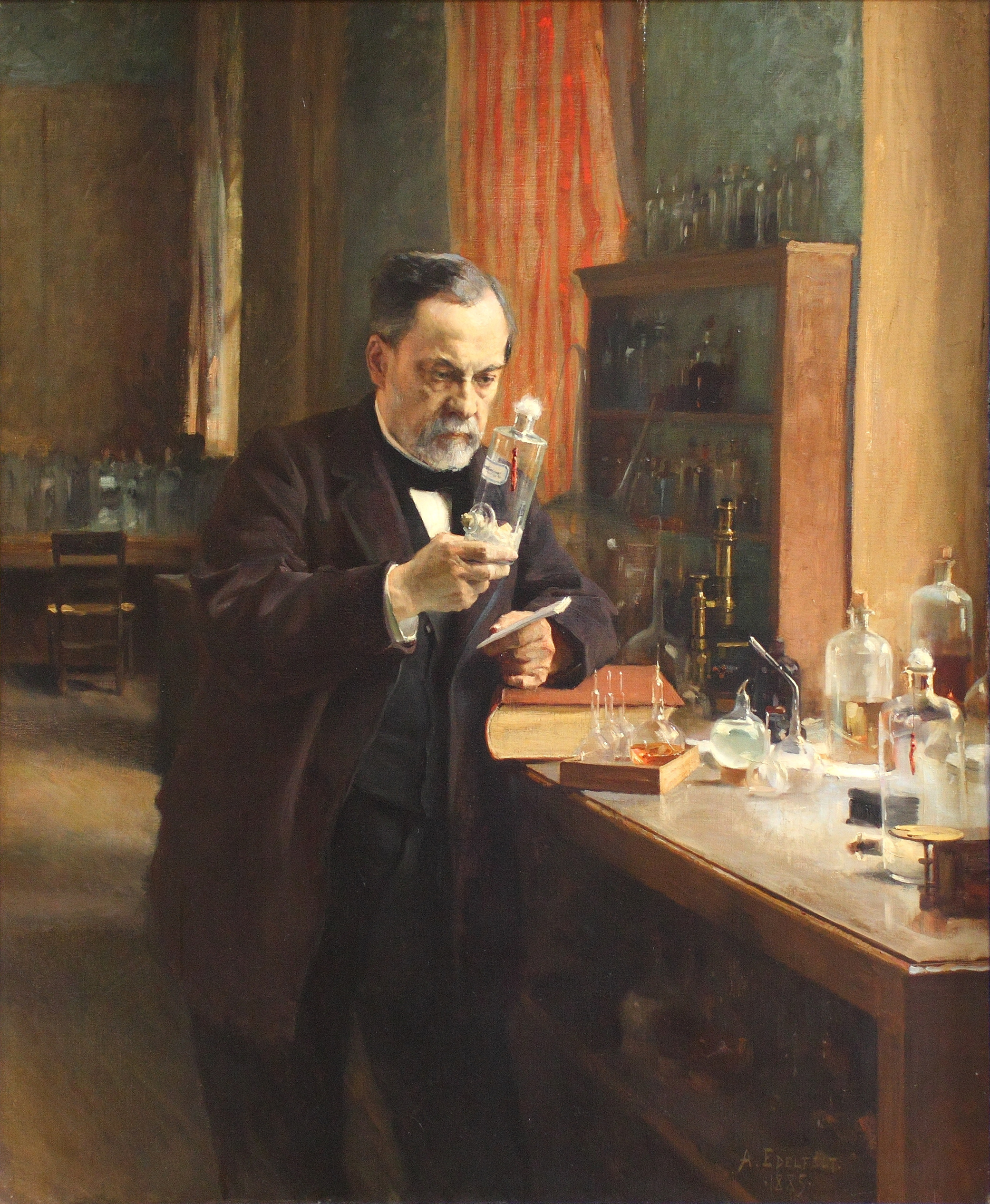
ルイ・パスツールは、スパランツァーニの発見が、粒子を通さないフィルターを通した空気でも成立することを示した。

ルイ・パスツール（1822-1895）は、粒子が増殖培地まで通過するのを防ぐフィルター付きの容器と、フィルターがない代わりに塵粒子が沈降して細菌と接触しないように湾曲した管を通して空気を入れた容器で、煮沸した煮汁を空気にさらす実験を行った。パスツールは、事前に煮汁を煮沸することで、実験開始時に煮汁内に微生物が生存していないようにした。パスツールの実験では、煮汁の中では何も増殖しなかった。すなわち、このような煮汁の中で増殖する生物は、煮汁の中で自然発生したものではなく、塵粒子に付着した胞子として外部から来たことを意味する。こうして、パスツールは自然発生説に反論し、病気の病原体説を支持した。

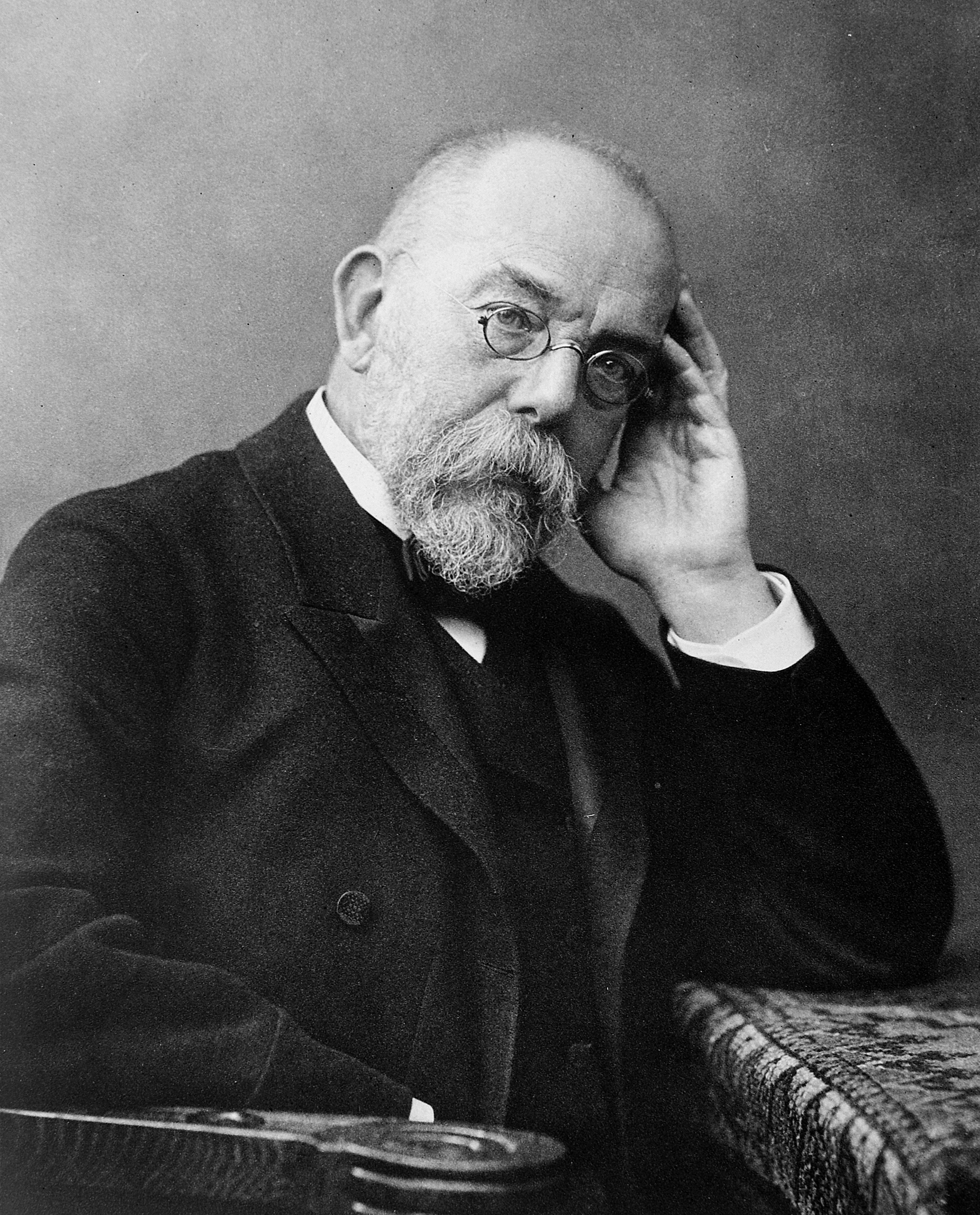
ロベルト・コッホは微生物が病気を引き起こすことを示した。

1876年、ロベルト・コッホ（1843-1910）は、微生物が病気を引き起こす可能性があることを立証した。彼は、炭疽症に感染した牛の血液には常に大量の炭疽菌（Bacillus anthracis）が存在することを発見した。コッホは、感染した動物から少量の血液を採取し、それを健康な動物に注射することで、ある動物から別の動物に炭疽菌を感染させ、その結果、健康な動物が発病することを発見した。彼はまた、栄養煮汁の中で細菌を増殖させ、それを健康な動物に注射して発病させることも発見した。これらの実験に基づき、彼は微生物と病気の因果関係を立証するための指針を作り上げた。現在これは、コッホの原則として知られている。この原則はすべての場合に適用できるわけではないが、科学的思想の発展において歴史的に重要であり、今日でも使用されている。
ミドリムシのように、植物のように光合成をするが、動物のように運動するため、動物にも植物にも当てはまらない微生物の発見は、1860年代に第3の生物界の命名につながった。1860年、ジョン・ホッグはこれを原生生物（Protoctista、プロトクティスタ）と呼び、1866年、エルンスト・ヘッケルがこれを原生生物界（Protista、プロティスタ）と命名した。
パスツールやコッホの研究は、医学に直接関連する微生物にのみ焦点を当てたため、微生物の世界の真の多様性を正確に反映していなかった。微生物学の真の広がりが明らかになったのは、19世紀後半、マルティヌス・ベイエリンクやセルゲイ・ヴィノグラドスキーの研究以降のことである。ベイエリンクは、微生物学に、ウイルスの発見と、集積培養技術の開発という2つの大きな貢献をした。タバコモザイクウイルスに関する彼の研究は、ウイルス学の基本原理を確立した。しかし、微生物学に最も直接的な影響を与えたのは、彼が開発した濃縮培養法であり、生理学的に大きく異なる幅広い微生物の培養を可能にするものであった。ヴィノグラドスキーは、化学合成無機栄養（chemolithotrophy）の概念を発展させ、地球化学的プロセスにおける微生物の果たす重要な役割を明らかにした最初の人物である。彼は、硝化菌と窒素固定菌の両方を初めて分離し、報告を担った。フランス系カナダ人の微生物学者フェリックス・デレーユは、バクテリオファージを共同発見し、最も初期の応用微生物学者の一人である。

## 分類と構造
微生物は地球上のほとんどあらゆる場所に生息している。ほとんどの細菌と古細菌は微小であるが、多くの真核生物も同様に微小であり、その中にはほとんどの原生生物、一部の真菌、また一部の微小動物や植物も含まれる。ウイルスは自律的な増殖能力を持たないことから、非細胞生物と見なして微生物ではないと考える研究者もいるし、微生物学のサブ分野にウイルスを研究するウイルス学を位置づける研究者もいる。

### 進化
単細胞の微生物は、約35SI接頭語の使用（億年）前に地球上に出現した最初の生命体である。その後の進化は遅く、先カンブリア時代の約30億年間は（地球上の生命の歴史の大部分）、微生物がすべての生物であった。2億2,000万年前の琥珀（こはく）から細菌、藻類、真菌類が確認されており、少なくとも三畳紀以降では、微生物の形態はほとんど変わっていないことが示されている。しかし、新たに発見されたニッケルの生物学的役割 (en:英語版) 、特にシベリア・トラップからの火山噴火によってもたらされた役割は、ペルム紀-三畳紀境界の大量絶滅の終わりにかけて、メタン生成菌の進化を加速させた可能性がある。
微生物は進化の速度が比較的速い傾向がある。ほとんどの微生物は急速に繁殖することができ、細菌はまた、大きく異なる種間であっても、接合、形質転換、形質導入によって遺伝子を自由に交換することができる。このような遺伝子水平伝播は、高い突然変異率やその他の形質転換手段と相まって、微生物が（自然淘汰によって）急速に進化して、新しい環境で生き残り、環境ストレスに対応することを可能にしている。この急速な進化は、抗生物質に耐性を持つ多剤耐性病原菌（スーパー耐性菌）の発生につながっており、医学において重要である。
2012年、原核生物と真核生物の間の過渡期にある可能性のある微生物が、日本の科学者によって発見された。パラカリオン・ミョウジネンシス（Parakaryon myojinensis）は、典型的な原核生物よりも大きいが、真核生物のように核物質が膜に包まれており、内部共生体が存在する、他に類を見ない微生物である。これは、原核生物から真核生物への発展段階を示す、微生物の最初のもっともらしい進化形態であると考えられている。

### 古細菌
古細菌（archaea）は原核単細胞生物であり、微生物学者のカール・ウーズが提唱した3ドメイン系において、生命の最初のドメインを形成している。原核生物とは、細胞核やその他の膜結合型細胞小器官を持たないものと定義される。古細菌は、かつては細菌と同じグループに分類されていて、この決定的な特徴を共有していた。1990年、ウーズは、生物を細菌、古細菌、真核生物に分ける3ドメイン系を提唱し、その結果、原核生物のドメインが分割された。
古細菌は、遺伝学的にも生化学的にも、細菌とは異なっている。たとえば、細菌の細胞膜は、エステル結合を持つホスホグリセリドから作られているが、古細菌の細胞膜は、エーテル脂質から作られている。古細菌は当初、熱水泉のような極限環境 (en:英語版) に生息する好極限性細菌（extremophiles）とされていたが、その後、あらゆる種類の生息地で発見されている。今ようやく科学者たちは、古細菌が環境中でいかに一般的なものであるかを理解し始めている、Thermoproteota（以前は Crenarchaeota、クレン古細菌）は、海洋で最も一般的な生命体であり、水深150 m以下の生態系を支配している。これらの生物は土壌にもよく見られ、アンモニアの酸化に重要な役割を果たしている。
古細菌と細菌を合わせたドメインは、地球上で最も多様で豊富な生物群を構成し、温度が+140℃ 未満のほぼすべての環境に生息している。それらは、水中、土壌、空気中、生体内のマイクロバイオーム、熱水泉、さらには地殻の奥深くの岩石にさえ存在している。原核生物の数は約500穣個、つまり 5×1030 と推定され、地球上の生物数の少なくとも半分を占めている。
原核生物の生物多様性は未知数だが、非常に大きい可能性がある。2016年5月に発表された推計によると、既知の生物種の数と生物の大きさを比較したスケーリング則に基づいて、地球上の生物種はおそらく1兆種で、そのほとんどは微生物であろうと推定されている。現在、その1%のさらに1/1000が報告されているにすぎない。ある種の古細菌細胞は集合し、特にDNA損傷を引き起こすようなストレス性環境条件下では、直接接触することで細胞から細胞へとDNAを転移させる。

### 細菌

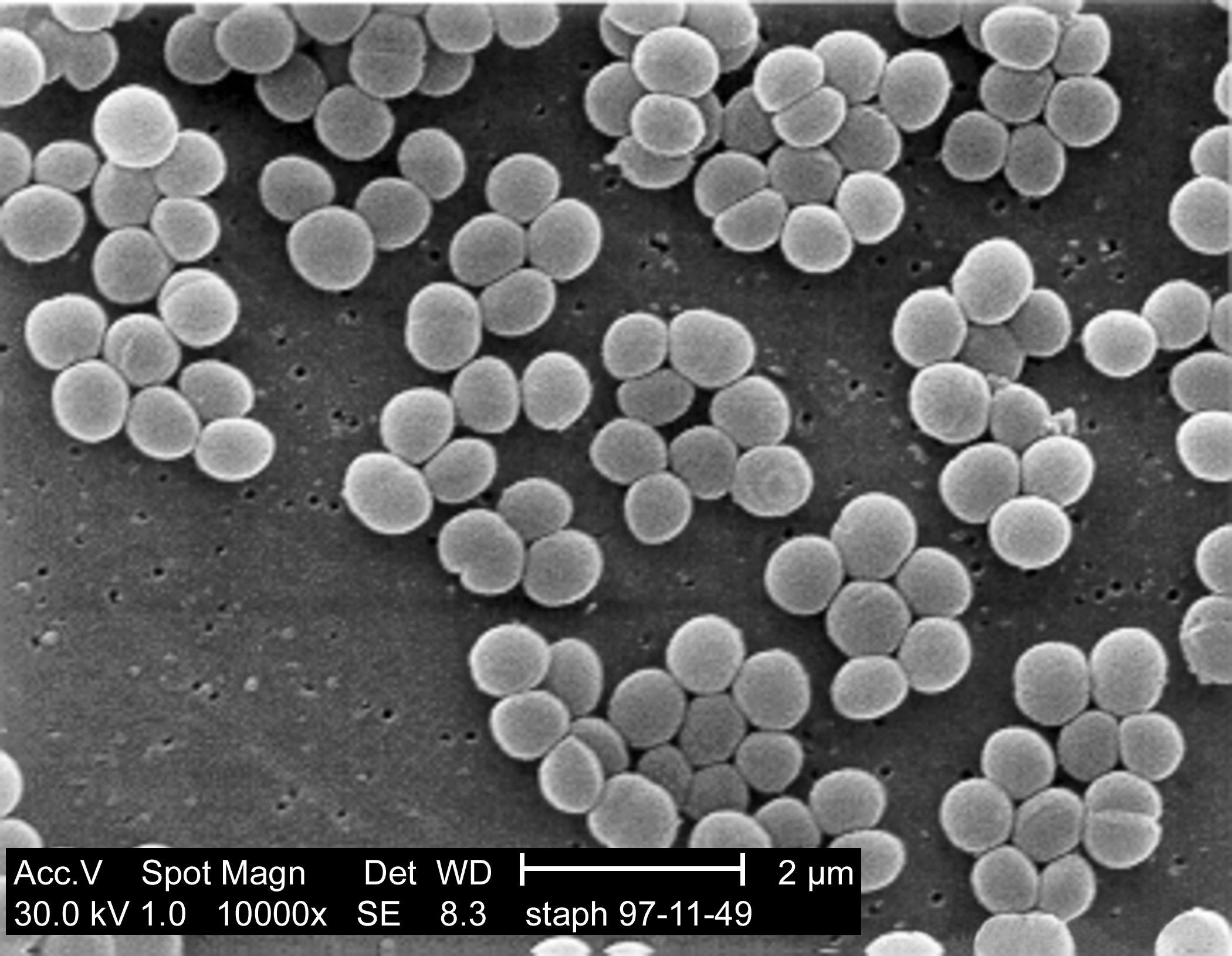
約10,000倍に拡大した黄色ブドウ球菌（Staphylococcus aureus）の電子顕微鏡像

細菌（bacteria）は古細菌と同じく原核生物であり、単細胞で、細胞核や膜結合細胞小器官を持たない。細菌は、チオマルガリータ・ナミビエンシス（Thiomargarita namibiensis）などごく稀な例外を除いては微小である。細菌は個々の細胞として機能し、繁殖するが、しばしば凝集して多細胞の群体を形成することがある。粘液細菌などの一部の種は複雑なスウォーム構造に凝集し、ライフサイクル（生活環）の一部として多細胞グループとして活動したり、大腸菌などの細菌集落の中でクラスターを形成することがある。
細菌のゲノムは通常、環状細菌染色体、つまりDNAの単一環であるが、プラスミドと呼ばれる小さなDNA断片を含むこともある。これらのプラスミドは、細菌接合によって細胞間を移動することができる。細菌は、細胞を取り囲む細胞壁を持ち、これが細胞に強度と剛性を与えている。細菌は二分裂または時には出芽によって繁殖するが、減数分裂による有性生殖は行わない。しかし、多くの細菌種は、自然形質転換と呼ばれる遺伝子水平伝播プロセスによって、個々の細胞間でDNAを移動させることができる。非常に弾力的な胞子を形成する種もあるが、細菌にとってこれは生存のための機構であり、繁殖のためではない。最適な条件下では、細菌は極めて速く増殖し、その数は20分ごとに倍増することがある。

### 真核生物
成体の姿を肉眼に見ることができるほとんどの生物は真核生物（eukaryotes）であり、ヒトも含まれる。しかし真核生物の多くは微生物でもある。細菌や古細菌とは異なり、真核生物は細胞内に細胞核、ゴルジ装置、ミトコンドリアなどの細胞小器官を持つ。細胞核は、細胞のゲノムを構成するDNA（デオキシリボ核酸）を収容する。DNA自体は複雑な染色体の中に配置されている。ミトコンドリアは、クエン酸回路と酸化的リン酸化が起こる部位であるため、代謝に不可欠である。これは共生細菌から進化したもので、残存ゲノムを保持している。細菌と同様、植物細胞にも細胞壁があり、他の真核生物で見られる細胞小器官に加え、葉緑体のような細胞小器官を含んでいる。葉緑体は光合成によって光からエネルギーを作り出すもので、これも元々は共生細菌であった。
単細胞真核生物は、そのライフサイクル全体を通じて単一の細胞から構成される。対して、ほとんどの多細胞真核生物は、ライフサイクルの最初のみ接合子と呼ばれる単一細胞から構成されるため、この条件は重要である。微生物真核生物は、一倍体か二倍体のどちらかであり、中には複数の細胞核を持つものもある。
単細胞真核生物は、通常、好条件下では有糸分裂によって無性生殖を行う。しかし、栄養制限やDNA損傷に関連するようなストレス性条件下では、減数分裂や異型配偶子融合（syngamy）によって有性生殖を行う傾向がある。

#### 原生生物

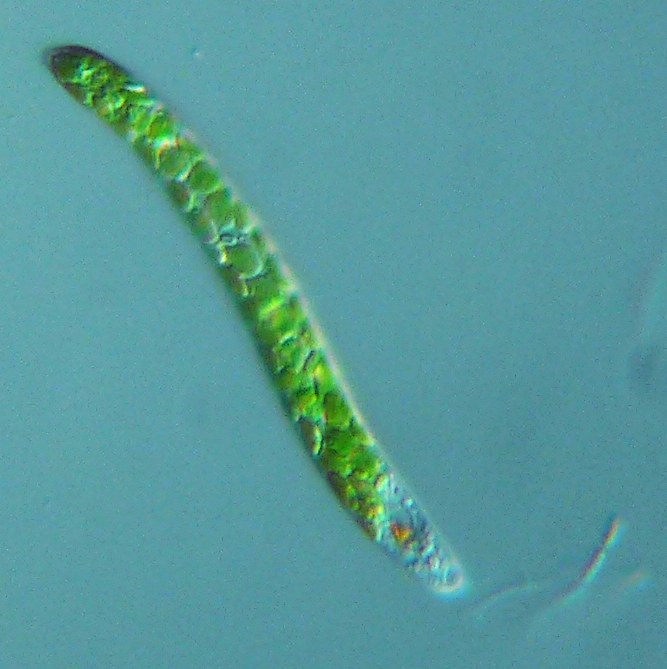
光合成鞭毛虫であるユーグレナ・ムタビリス（Euglena mutabilis）

真核生物のグループの中で、原生生物（protists）は最も一般的な単細胞で微細な生物である。これは非常に多様な生物群であり、分類するのは容易ではない。藻類の一部の種には多細胞の原生生物が含まれるし、粘菌類は、単細胞型、群体型、多細胞型の3つの形態を切り替える独特のライフサイクルを持っている。原生生物はごく一部しか確認されていないため、その種の数は不明である。原生生物の多様性は、海洋、熱水噴出孔、河川堆積物、酸性河川で高く、これは、多くの真核微生物群集がまだ発見されていない可能性があることを示唆している。

#### 真菌類
真菌（fungi）には、パン酵母（Saccharomyces cerevisiae）や分裂酵母（Schizosaccharomyces pombe）など、いくつかの単細胞種がある。病原性酵母であるカンジダ・アルビカンス（Candida albicans）のような真菌類では、ある環境では単細胞で、別の環境では糸状菌糸で増殖するという表現型転換を起こすことがある。

#### 植物
緑藻類は、光合成を行う真核生物の大きなグループであり、多くの微生物が含まれる。緑藻類の中には原生生物に分類されるものもあるが、車軸藻類のように有胚植物（陸上植物）に分類されるものもある。藻類は単細胞として成長することもあれば、細胞が長い鎖状に連なって成長することもある。緑藻類のつくりは多様で、単細胞性のものや群体性鞭毛虫が含まれ、しばしば細胞ごとに2本の鞭毛（べんもう）を持つが、必ずしもそうとは限らず、さまざまな群体性、球形、糸状型も含まれる。高等植物に最も近い藻類であるCharales（シャジクモ目）では、細胞は生物体内でいくつかの異なる組織に分化する。緑藻類は約6,000種ある。

## 生態学
微生物は、北極や南極のような過酷な環境、砂漠、間欠泉、岩石など、自然界に存在するほぼすべての生息環境で発見されている。また、海洋や深海に生息するすべての海洋微生物も含まれる。微生物の中には極限環境に適応し、群体を維持する種類もあり、極限環境微生物と呼ばれている。極限環境微生物は、地表から7キロメートル下の岩石からも単離されており、地表下に生息する生物の量は、地表または地表上に生息する生物の量に匹敵することが示唆されている。好極限環境微生物は真空中で長時間生存することが知られており、紫外線に対しても非常に耐性があるため、宇宙空間でも生存できる可能性がある。多くの種類の微生物は、他の大型生物と密接な共生関係を持っており、その中には、相互に利益をもたらすもの（相利共生）もあれば、宿主生物に害を与えるもの（寄生）もある。微生物が宿主に病気を引き起こす場合、それらは病原体（pathogens）として知られ、病原菌（microbes）と呼ばれることもある。微生物は、分解（腐敗）や窒素固定を担っており、地球の生物地球化学的サイクルにおいて重要な役割を果たしている。
細菌は、地球上のほとんどすべての環境ニッチに適応できるような遺伝子制御ネットワークを使用している。細菌は、DNA、RNA、タンパク質、代謝産物など、さまざまな種類の分子間の相互作用ネットワークを利用して遺伝子発現を調節している。細菌にとって、制御ネットワークの主な機能は、栄養状態や環境ストレスなどの環境変化への応答を制御することである。複雑なネットワークの構成により、微生物は複数の環境信号（環境シグナル）を調整し、統合することができる。

### 極限環境微生物

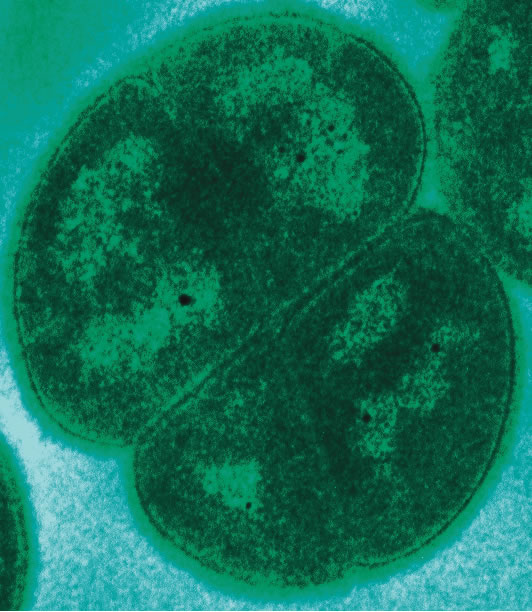
放射線抵抗性の極限環境微生物であるデイノコッカス・ラディオデュランス（Deinococcus radiodurans）の四分子

極限環境微生物（extremophiles、好極限性細菌）とは通常、ほとんどの生命体にとって致命的な極限環境で生存し、さらには繁栄できるよう適応した微生物である。好熱菌（thermophile）や超好熱菌（hyperthermophiles）は高温度で増殖する。好冷菌（psychrophile）は極低温で増殖する。ハロバクテリウム・サリナルム（Halobacterium salinarum、古細菌の一種）などの好塩菌（halophile）は、最高130°C (266°F)、最低-17°C (1°F)の温度でも、飽和状態までの高塩濃度環境で繁殖する。好アルカリ菌（alkaliphile）は、pH 8.5-11程度のアルカリ性条件で繁殖する。好酸性菌（acidophile）はpH 2.0以下で繁殖する。好圧性細菌（piezophiles）は、最高で1,000-2,000気圧という高圧下で、最低で宇宙空間の真空のような0気圧で増殖する。デイノコッカス・ラディオデュランス（Deinococcus radiodurans）など、一部の極限環境微生物は放射線抵抗性があり、5k Gyまでの放射線曝露に耐える。極限環境微生物はさまざまな意味で重要である。地球上の水圏、地殻、大気圏の大部分にまで地上の生命を広げていること、極限環境に対する特異的な進化的適応機構をバイオテクノロジーに利用することができること、そして極限環境下での存在そのものが地球外生命体の可能性を示していること、などである。

### 植物と土壌
土壌の窒素循環は空中窒素の固定に依存している。それは多くの窒素固定菌（diazotrophs、ジアゾ栄養細菌）によって行われている。そのひとつがマメ科植物の根粒に存在する、リゾビウム属（Rhizobium）、メソリゾビウム属（Mesorhizobium）、シノリゾビウム属（Sinorhizobium）、ブラディリゾビウム属（Bradyrhizobium）、およびアゾリゾビウム属（Azorhizobium）などの共生細菌である。
植物の根は、根圏（こんけん）と呼ばれる狭い領域を形成し、多くの微生物を保持する根圏マイクロバイオームとして知られている。
根圏マイクロバイオームに含まれるこれらの微生物は、信号や合図を通じてお互いに、また周囲の植物と相互作用することができる。たとえば、菌根菌は、植物と真菌類との間で化学信号を通じて、多くの植物の根系と情報を伝達することができる。その結果、両者の間に相利共生が生れる。ただし、これらの信号は、他の細菌を捕食する土壌細菌であるミクソコッカス・キサンサス（Myxococcus xanthus）のような他の微生物によって盗聴される可能性がある。盗聴つまり植物や微生物などの意図しない受信者による信号の傍受は、進化的に大規模な影響をもたらす可能性がある。たとえば、植物と微生物の組のような発信者と受信者の組は、盗聴者のばらつきによって、近隣の個体群と連絡する能力を失う可能性がある。局所的な盗聴者を回避しようと適応する際、信号の発散が起こり、その結果、植物や微生物が他の個体群と情報伝達できなくなって、孤立してしまう可能性がある。

### 共生

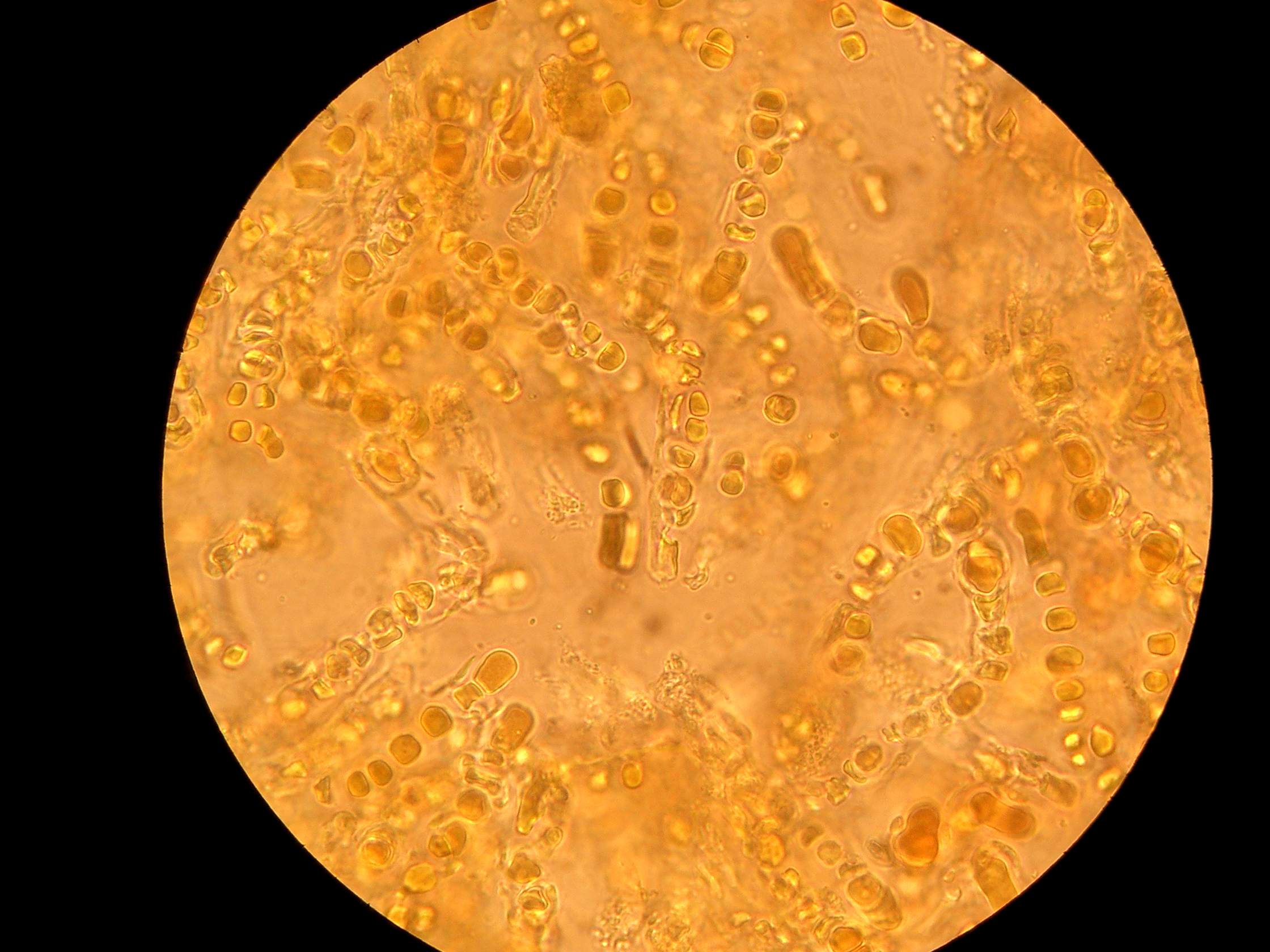
地衣類である Pyrenocollema halodytes 内で観察される光合成藍藻 Hyella caespitosa（丸形）と真菌の菌糸（半透明の糸）

地衣類（ちいるい）は、巨視的な真菌類と光合成微生物の藻類または藍藻との共生である。

## 用途
微生物は、食品の生産、汚水の処理、バイオ燃料の生産、そしてさまざまな化学物質や酵素の製造に役立っている。また、研究においては、モデル生物として貴重な存在である。また、微生物は兵器化され、戦争やバイオテロリズムに使用されたこともある。微生物は、土壌の肥沃度を維持し、有機物を分解する役割を通じて、農業にも欠かせない存在となっている。

### 食品生産
微生物は、ヨーグルト、チーズ、凝乳、ケフィア、アイラン、発酵乳などの食品を製造する発酵工程で使用される。発酵培養物は風味と香りを与え、望ましくない生物を抑制する。微生物は、パンをふくらませたり、ワインやビールの糖分をアルコールに変換するために使用される。微生物は、醸造、ワイン製造、ベーキング、ピクルス、その他の食品製造工程で使用される。
| 製品           | 微生物の寄与 |
| -------------- | --- |
| チーズ         | 微生物の増殖はチーズの熟成に寄与し、特定のチーズの風味や外観は微生物への関与が大きい。ラクトバチルス・ブルガリクス（Lactobacillus Bulgaricus）は、乳製品の製造に使用される微生物のひとつである。 |
| アルコール飲料 | 酵母は、砂糖、ブドウ果汁、または麦芽処理した穀物をアルコールに変換するために使用される。他の微生物も使われ、コウジカビはデンプンを糖に変換し、ジャポニカ米から日本酒を作る。                     |
| 酢             | ある種の細菌は、アルコールを酢酸に変換するために使用される。アセトバクター属の酢酸菌は、酢の製造に使用され、酢に酸味と刺激臭を与える。                                                           |
| クエン酸       | カビの一種であるアスペルギルス･ニゲル（Aspergillus niger）は、清涼飲料やその他の食品の一般的な成分であるクエン酸の製造に使用される。                                                             |
| ビタミン       | 微生物が、C、B2、B12などのビタミンの製造に使用される。 |
| 抗生物質       | ペニシリン、アモキシシリン、テトラサイクリン、エリスロマイシンなどの抗生物質の製造に微生物が使用される。                                                                                         |

### 水処理

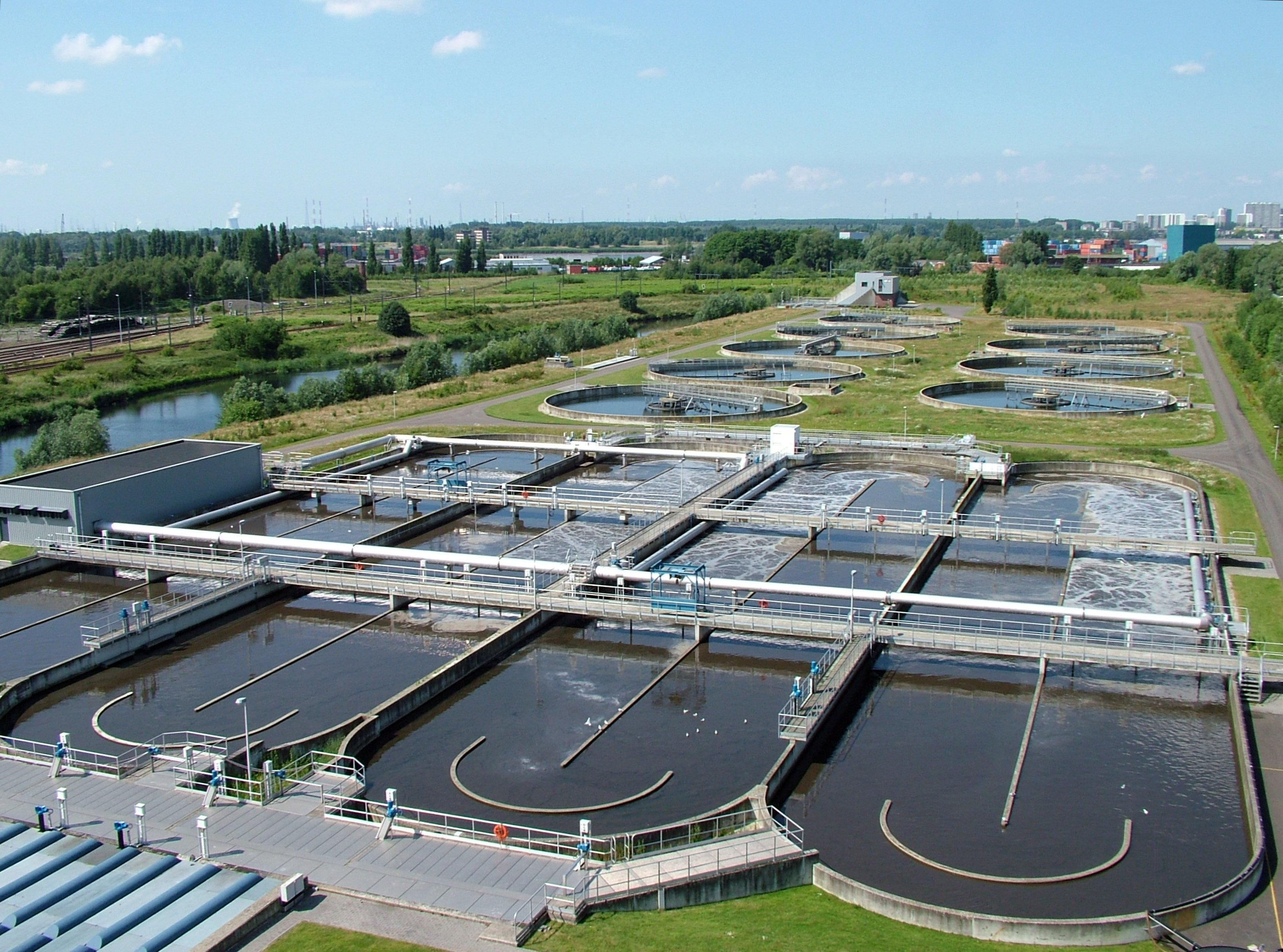
汚水処理場は、有機物を酸化する微生物に大きく依存している。

有機物で汚染された水を浄化する能力は、溶存物質を消化できる微生物に依存している。緩速濾過のような十分に酸素化された濾床では、好気消化を行うことができる。メタン生成菌による嫌気消化では、副生成物として有用なメタンガスが生成される。

### エネルギー
微生物は、エタノールを生産する発酵槽や、メタンを生産するバイオガス反応器で使用される。科学者たちは、藻類から液体燃料を生産したり、細菌を利用して農業廃棄物や都市廃棄物を利用可能な燃料に変換したり、さまざまな形の研究を行っている。

### 化学物質、酵素
微生物は、多くの商業用および工業用の化学物質、酵素、その他の生物活性分子の生産に利用されている。微生物発酵によって工業的に大規模生産される有機酸には、アセトバクター・アセチ（Acetobacter aceti）などの酢酸菌が産生する酢酸、クロストリジウム・ブチリカム菌（Clostridium butyricum）が産生する酪酸、ラクトバシラス（Lactobacillus）などの乳酸菌が産生する乳酸、カビ菌のアスペルギルス・ニゲル（Aspergillus niger）が産生するクエン酸などがある。

微生物は、レンサ球菌（Streptococcus）由来のストレプトキナーゼ、子嚢菌類真菌のトリポクラディウム・インフラタム（Tolypocladium inflatum）のシクロスポリンA、酵母のベニコウジカビ（Monascus purpureus）が生産するスタチンなどの生理活性分子を調製するために使用される。

### 科学

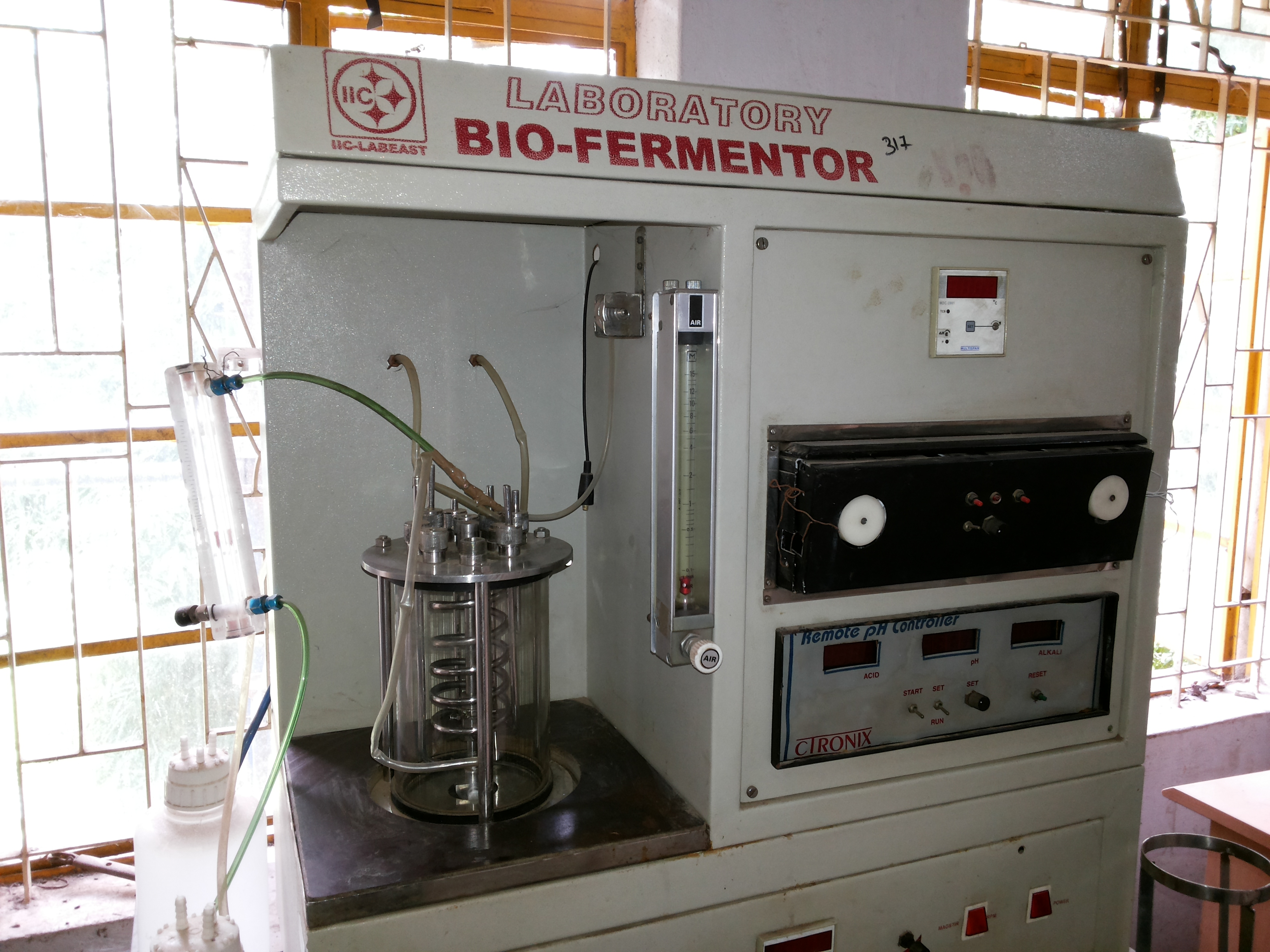
実験室用の発酵容器

微生物はバイオテクノロジー、生化学、遺伝学、分子生物学において不可欠な道具である。酵母である出芽酵母（Saccharomyces cerevisiae）や分裂酵母（Schizosaccharomyces pombe）は、急速で大規模に増殖させることができ、操作も容易な単純な真核生物であるため、科学において重要なモデル生物である。遺伝学、ゲノミクス、プロテオミクスの分野で特に価値がある。微生物は、ステロイドの生産や皮膚疾患の治療などの用途に利用することもできる。科学者たちはまた、微生物を生きた燃料電池や、公害の解決策として利用することも考えている。

### 戦争
生物戦争の初期の例として、中世においては、攻城戦の際にカタパルトやその他の攻城兵器を使用して、病気の死体が城に投げ込まれた。死体の近くにいた人々は病原体にさらされ、その病原体を他の人々に広める可能性があった。
現代では、1984年のラジニーシ教団によるバイオテロや、1993年のオウム真理教による東京での炭疽菌の放出などがあげられる。

### 土壌
微生物は、土壌中の栄養素やミネラルを植物が利用できるように変換したり、成長を促進するホルモンを産生したり、植物の免疫系を刺激したり、ストレス応答を誘発したり抑制したりすることができる。一般に、土壌微生物が多様であるほど、植物の病気は減少し、収穫量が増加する。

## ヒトの健康

### ヒトの腸内細菌叢
微生物は、より大きな他の生物と内部共生関係を形成することができる。たとえば、微生物との共生関係は、免疫系において重要な役割を果たしている。ヒト消化管 (en:英語版) の腸内細菌叢を構成する微生物は、腸管免疫に寄与し、葉酸やビオチンなどのビタミンを合成したり、難消化性の複雑な炭水化物を発酵させることができる。健康に役立つと考えられている一部の微生物はプロバイオティクスと呼ばれ、栄養補助食品や食品添加物として販売されている。

### 病気

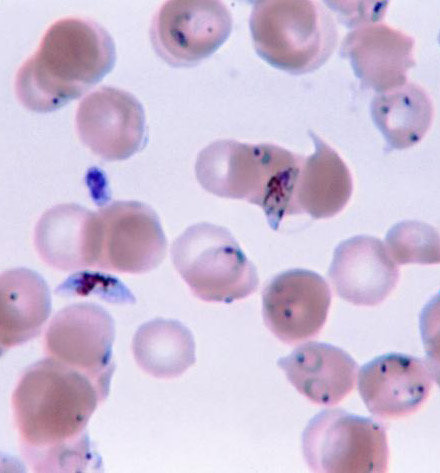
ヒト血液中の熱帯熱マラリア原虫（Plasmodium falciparum）の顕微鏡写真（青色のとがった形状）。これは真核生物の寄生虫で、感染症のマラリアの病原体である。

微生物は多くの感染症の原因物質（病原体）である。関与する微生物には、ペスト、結核、炭疽症などの病気を引き起こす病原性細菌や、マラリア、睡眠病、赤痢、トキソプラズマ症などの病気を引き起こす寄生原虫（protozoan parasites）や、白癬、カンジダ症、ヒストプラズマ症などの病気を引き起こす真菌類も含まれる。しかし、インフルエンザ、黄熱病、エイズ（AIDS）などの病気は、病原性ウイルスによって引き起こされるもので、通常これらは生物として分類されないため、厳密な定義では微生物ではない。いくつかのメタン生成古細菌の存在とヒトの歯周病との関連性が提案されているが、古細菌病原体の明確な例は知られていない。多くの微生物病原体は、感染宿主内での生存を容易にするために、性的プロセスを行うことができると考えられている。

### 衛生
衛生とは、周囲から微生物を排除することにより、感染や食品の腐敗を防ぐための一連の実践である。微生物、特に細菌は事実上どこにでも存在するため、実際には有害な微生物を除去するのではなく、許容レベルまで低減させる。食品の調理では、調理法、器具の清潔さ、短い保存期間、低温などの保存方法によって微生物が減少する。外科用器具のように完全な無菌化が必要な場合は、熱と圧力で微生物を死滅させるオートクレーブが使用される。